# Esdolomada
Esdolomada és un llogaret del municipi d'Isàvena, a la Baixa Ribagorça de l'Aragó, situat al vessant NE de la Serra d'Esdolomada (que aplega als 1.420 metres). El poble està a 1.200 metres d'altitud, prop de Roda d'Isàvena, entre el barranc de Torrontiello i el barranc Cañemá (Canyemar) o de La Font. Aquest llogaret té dos grups de cases, i l'església és a prop de les cases de dalt. Històricament formava part de l'antic terme de Merli fins al 1.966, que fou disgregat.
L'any 2006 tenia 10 habitants.
Es puja a Esdolomada des de La Pobla de Roda, cap del municipi d'Isàvena, per la carretera CR-326 en direcció oest. Aquesta remunta el curs del Barranc de Carrasquer, fins a sobrepassar els 1.000 metres d'altitud. Des d'Esdolomada podem anar a Güel pel camí de l'ermita passant pel Tossal de les Piles, dalt de la serra.

## Història
Al segle XII els camperols estaven associats a l'explotació que treballaven. Es conserven cinc documents d'un plet sobre la potestat de Sant Vicenç de Roda sobre una heretat familiar a Esdolomada l'any 1133, i s'al·ludeix a aquest bé de diverses formes: ...illud caputmansum quod habeo in Esdolomada quod tenet Bertran... Així, la transferència del domini sobre l'explotació de Beltran, només afectava al beneficiari de les rendes i els seus drets. Els camperols usuaris no podien ser expulsats del domini llevat que incomplissin el pacte amb el senyor del domini.
Les restriccions que els senyors imposaven als tinents dels capmasos a Esdolomada i a la resta de la Ribagorça, semblen lleugeres enfront del que succeïa a Catalunya.
Segons el cens de l'any 1385, a Esdolomada hi havia 7 llars. Només coneixem el nom dels homes propietaris del segle XIV: Minguet de les Lanes, Bernat de la Mora, Ramon de Santacreu, Viçent de la Fueua, Arnau de Terroch, Pere de Nadal i Domingo lo Turmo.
En aquesta època trobem el nom del poble escrit sense la primera vocal: Sdolomada.
En el cens de l'any 1554 apareixen cinc cases. Al segle xvi comparteix aquest Senyoriu la dependència dels poders de l'època. És un senyoriu (una institució pròpia de l'edat mitjana i l'edat moderna) de l'església, però la jurisdicció és civil i no eclesiàstica.

## Monuments
- L'església romànica, Sant Sadurní, és del segle XI. Al costat sud de l'absis té adossat un campanar de cadireta per a dues campanes.[6] L'església està situada a l'extrem sud del caseriu, aïllada del poble. Al costat té el petit cementeri del lloc. L'edificació està feta amb carreus de grans dimensions en les filades més baixes. Trobem també una espitllera central, un finestral estret i allargat, i una peça monolítica que li aporta el mig punt. L'absis consta de semicilindre cobert per volta de canó. La capçalera del temple apareix atapeïda entre l'espadanya sobre una paret afegida al sud i els nínxols del cementiri local al nord[8]

- Trobem dalt del poble, a la serra, l'Ermita de Nostra Senyora. del Roser. Rep també el nom de la Mare de Déu del Miracle.[4]

## Geologia
Predominen els materials terciaris conglomeràtics, de còdols i blocs enormes, i de ciment calcari dipositats sobre els estrats de gres i argila, característics de les serres del flysch Eocè. Coincidint amb el Barranc del Congustro, a la part meridional, els vessants estan cimentats per glacis d'acumulació (Raiguer) del Plistocè, sisè període del Cenozoic i el tercer període del Neogen, i foradats per barrancs d'incisió lineal.
La serra està disposada en direcció NW-SE i les altures màximes oscil·len entre els 1.420 de la Serra d'Esdolomada i els 1.401 del Morrón de Güel (o Güell en aragonés).

## Imatges

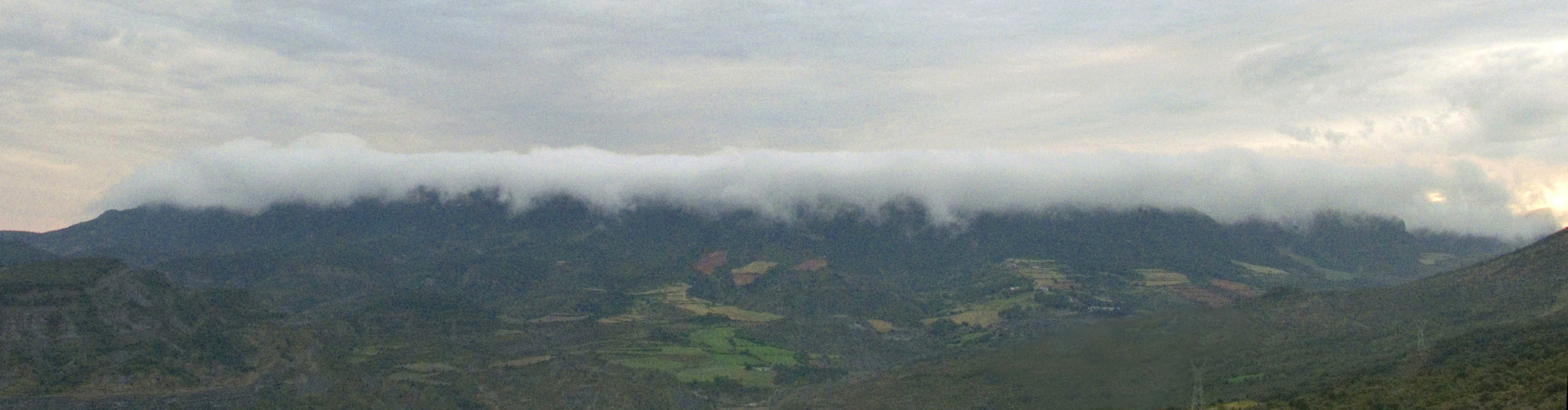
Vista panoràmica de la Serra d'Esdolomada i els camps de conreu d'Esdolomada. Imatge feta des del camí del Pedregal (La Pobla de Roda-Rin de la Carrasca).

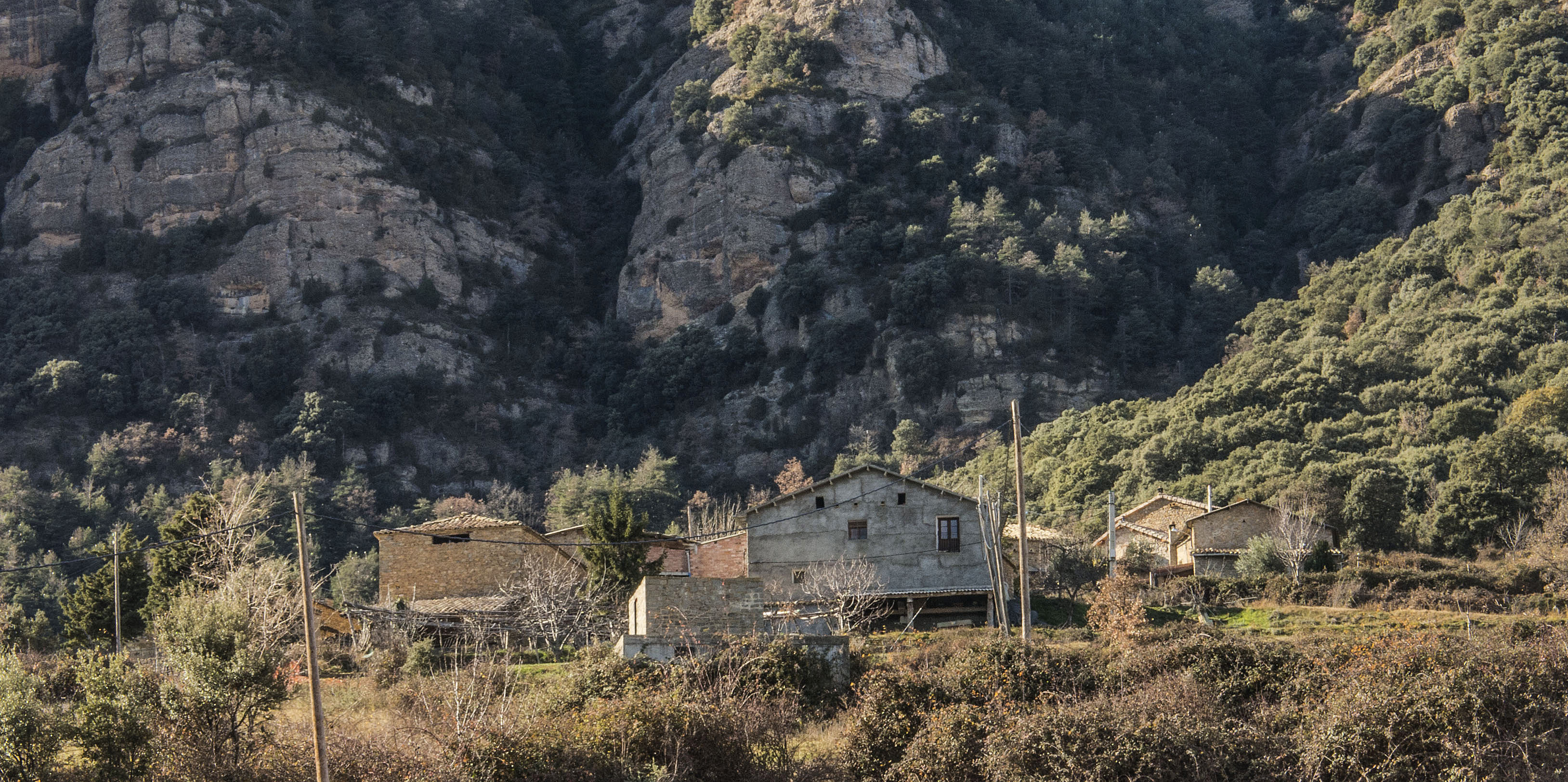
Esdolomada i serra d'Esdolomada
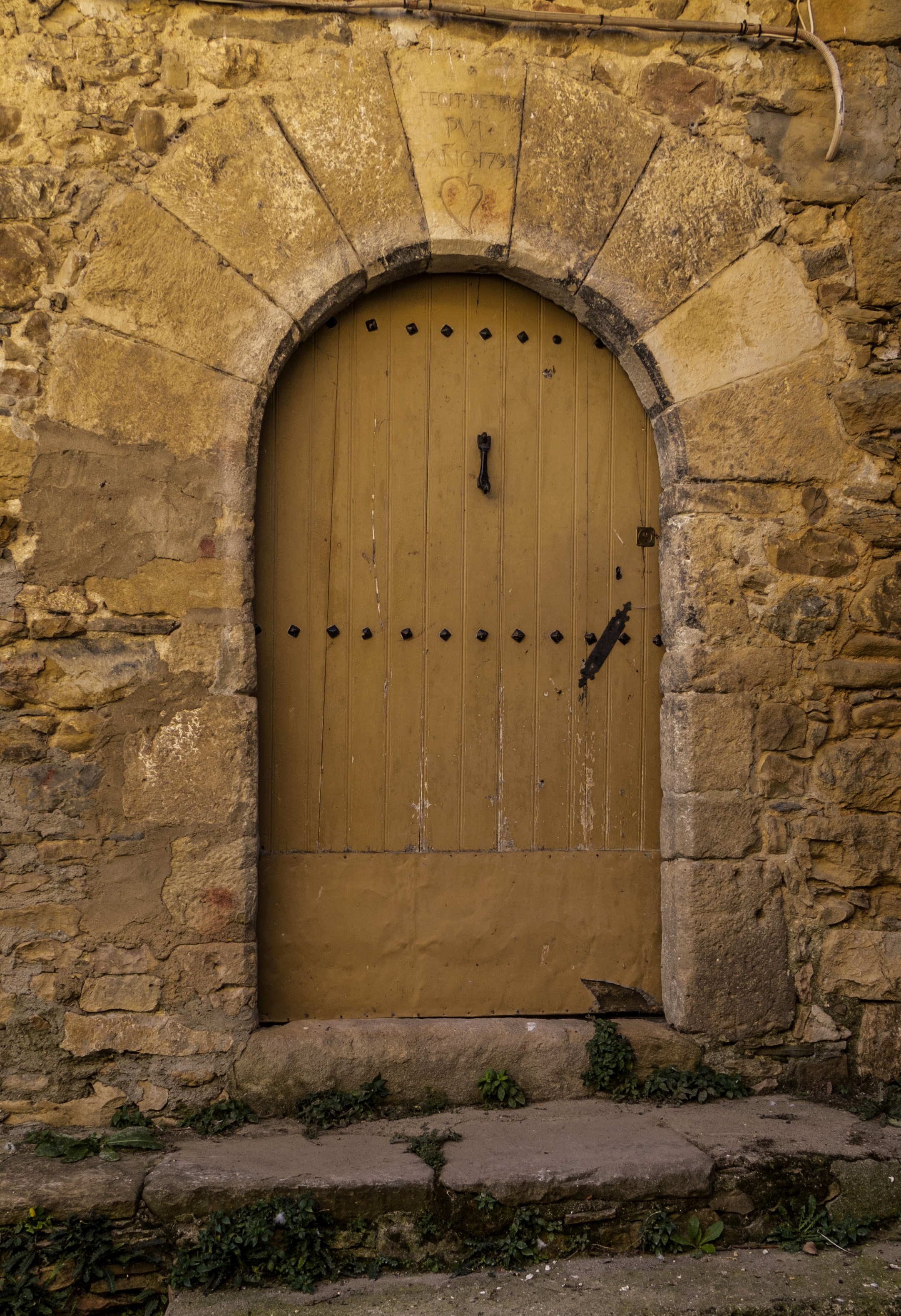
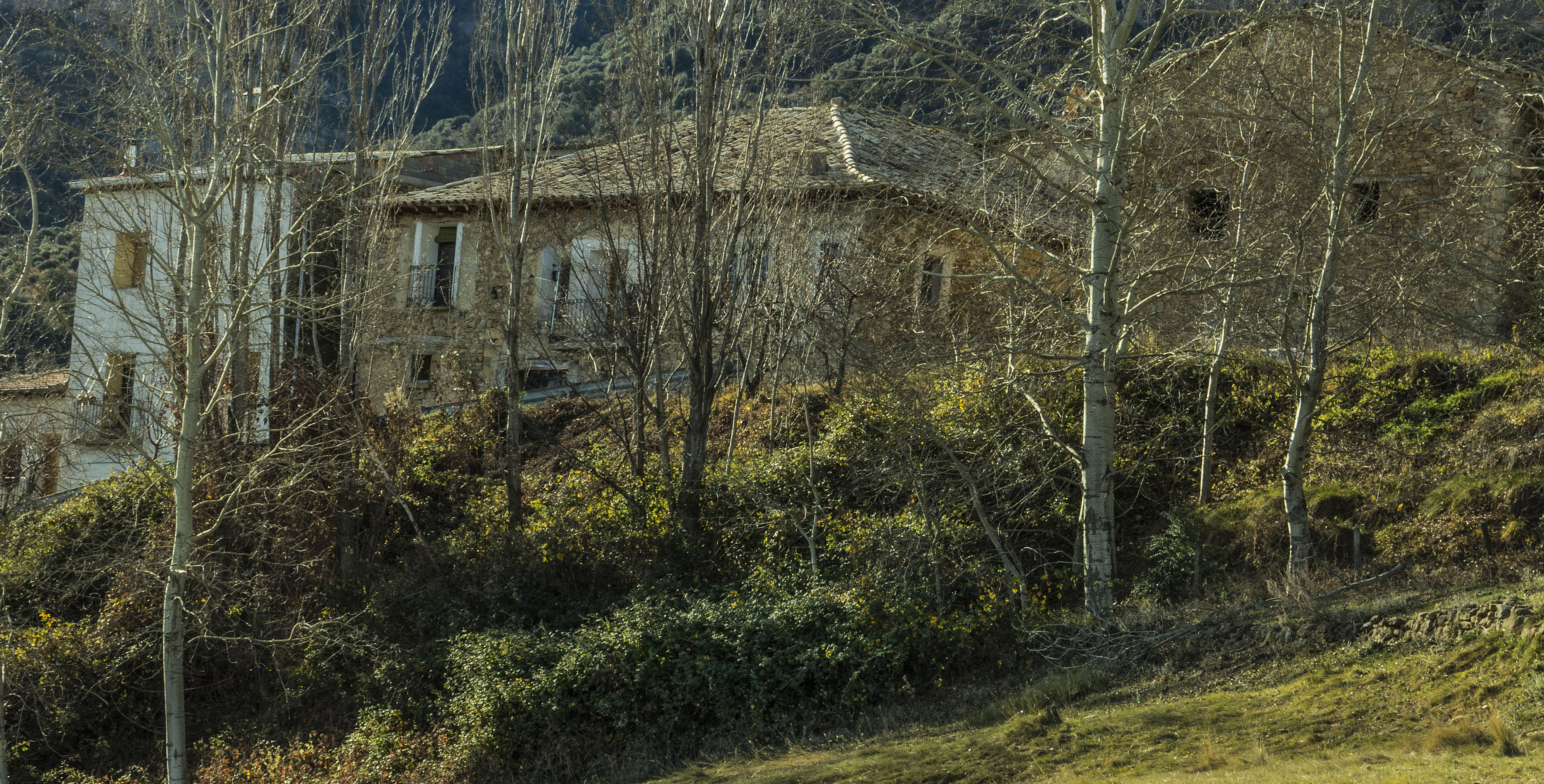